# San Pietro Canisio agli Orti Sallustiani
San Pietro Canisio agli Orti Sallustiani ou Igreja de São Pedro Canísio nos Jardins de Salústio é uma igreja de Roma, Itália, localizada no rione Trevi, na  Via di San Nicola da Tolentino, dentro do edifício do Collegium Germanicum et Hungaricum. É dedicada a São Pedro Canísio. Não há nenhum sinal exterior visível desta igreja construída no século XX e ela não deve ser confundida com a igreja de San Nicola da Tolentino, que fica do outro lado da rua.

## História
O collegium se mudou para este local em 1886 para ocupar o edifício do antigo Hotel Costanzi e construiu uma igreja no canto sudeste do quarteirão, dedicada como San Giovanni Berchmans. O edifício, em estilo neo-românico, contava com uma nave única e uma grande abside. Porém, ela foi demolida em 1939 depois que a região vizinha foi completamente urbanizada e tanto a via Barberini quanto a via Leonida Bissolati foram abertas como parte do plano viário de Mussolini para a cidade. Esta última ligava a embaixada norte-americana a Estação Termini. Infelizmente, a universidade estava no caminho e precisou ser demolido. Ele foi reconstruído em 1944 com uma capela substituindo a antiga igreja, que foi consagrada em 1949.

## Descrição
Não existe nenhuma característica arquitetural da igreja visível no edifício da universidade, que data da reconstrução do século XX, mas incorpora partes do antigo edifício do século XIX. Sobre a entrada do pátio da universidade, por exemplo, está uma estátua de São Pedro Canísio.
A igreja conta com uma abside cilíndrica e abriga um grande mosaico de inspiração bizantina que mostra Cristo em Majestade sobre a Virgem Maria e os apóstolos.